# Белорусско-греческие отношения
Дипломатические отношения между Республикой Беларусь и Греческой Республикой установлены 5 марта 1992 года. Греция — одно из первых европейских государств, которые признали суверенитет Белоруссии .
Белорусский бизнесмен Павел Топузидис является почётным консулом Греческой Республики в Республике Беларусь.

## Экономическое сотрудничество
Динамика внешней торговли в 2011—2019 годах (млн долларов):
Основу белорусского экспорта в составляют поставки калийных удобрений, сырья пушнины и меха, прутков из углеродистой стали. В Белоруссию из Греции в основном импортируют табачное сырье, лекарственные средства, алюминиевые прутки и профили.
В 2003 году товарооборот между Грецией и Белоруссией составил 11 млн. долларов США и по сравнению с 2002 годом увеличился на 28 процентов (в 2002 году — 8,57 млн. долларов).
По состоянию на 1 января 2003 года в Белоруссии зарегистрировано 14 предприятий с участием греческого капитала.